# مای مای شینکو و معجزه هزار ساله
مای مای شینکو و معجزه هزار ساله (به ژاپنی: マイマイ新子と千年の魔法 Maimai Shinko to Sen-nen no Mahō‎) یا معجزه مای مای (انگلیسی: Mai Mai Miracle) یک آنیمه است که در سال ۲۰۰۹ منتشر شد.